# Juncus alpigenus.
Juncus alpigenus. är en tågväxtart som beskrevs av Karl Heinrich Koch. Juncus alpigenus. ingår i släktet tåg, och familjen tågväxter. Inga underarter finns listade i Catalogue of Life.